# Jan Dobruský
Jan Dobruský (Skuteč, 28 agosto 1853 – Praga, 31 maggio 1907) è stato un compositore di scacchi boemo, tra i fondatori della Scuola boema di composizione.
Produsse diverse centinaia di problemi, la maggior parte diretti in tre e più mosse, ma anche in due mosse ed alcuni di automatto. Compose anche alcuni studi. Vinse diversi primi premi in concorsi di composizione. Josef Pospíšil raccolse i suoi migliori problemi nel libro Sachove Ulohy (Praga, 1907).
Dobrusky era un eccellente giocatore alla cieca. Nel 1874 partecipò ad un torneo a Praga in cui tutti i giocatori giocavano senza vedere la scacchiera, e lo vinse col perentorio risultato di 13 ½ su 14.
Di professione era avvocato, e morì mentre stava partecipando ad un'udienza in tribunale.

## Esempio di problema
Il seguente problema termina con un tipico esempio di «eco cameleonte»
|   | a | b | c | d | e | f | g | h |   |
| 8 | c7 alfiere del bianco · e7 pedone del nero · f7 alfiere del bianco · d6 cavallo del bianco · g6 torre del bianco · e5 re del nero · d4 pedone del nero · f4 pedone del nero · d2 re del bianco | c7 alfiere del bianco · e7 pedone del nero · f7 alfiere del bianco · d6 cavallo del bianco · g6 torre del bianco · e5 re del nero · d4 pedone del nero · f4 pedone del nero · d2 re del bianco | c7 alfiere del bianco · e7 pedone del nero · f7 alfiere del bianco · d6 cavallo del bianco · g6 torre del bianco · e5 re del nero · d4 pedone del nero · f4 pedone del nero · d2 re del bianco | c7 alfiere del bianco · e7 pedone del nero · f7 alfiere del bianco · d6 cavallo del bianco · g6 torre del bianco · e5 re del nero · d4 pedone del nero · f4 pedone del nero · d2 re del bianco | c7 alfiere del bianco · e7 pedone del nero · f7 alfiere del bianco · d6 cavallo del bianco · g6 torre del bianco · e5 re del nero · d4 pedone del nero · f4 pedone del nero · d2 re del bianco | c7 alfiere del bianco · e7 pedone del nero · f7 alfiere del bianco · d6 cavallo del bianco · g6 torre del bianco · e5 re del nero · d4 pedone del nero · f4 pedone del nero · d2 re del bianco | c7 alfiere del bianco · e7 pedone del nero · f7 alfiere del bianco · d6 cavallo del bianco · g6 torre del bianco · e5 re del nero · d4 pedone del nero · f4 pedone del nero · d2 re del bianco | c7 alfiere del bianco · e7 pedone del nero · f7 alfiere del bianco · d6 cavallo del bianco · g6 torre del bianco · e5 re del nero · d4 pedone del nero · f4 pedone del nero · d2 re del bianco | 8 |
| 7 | c7 alfiere del bianco · e7 pedone del nero · f7 alfiere del bianco · d6 cavallo del bianco · g6 torre del bianco · e5 re del nero · d4 pedone del nero · f4 pedone del nero · d2 re del bianco | c7 alfiere del bianco · e7 pedone del nero · f7 alfiere del bianco · d6 cavallo del bianco · g6 torre del bianco · e5 re del nero · d4 pedone del nero · f4 pedone del nero · d2 re del bianco | c7 alfiere del bianco · e7 pedone del nero · f7 alfiere del bianco · d6 cavallo del bianco · g6 torre del bianco · e5 re del nero · d4 pedone del nero · f4 pedone del nero · d2 re del bianco | c7 alfiere del bianco · e7 pedone del nero · f7 alfiere del bianco · d6 cavallo del bianco · g6 torre del bianco · e5 re del nero · d4 pedone del nero · f4 pedone del nero · d2 re del bianco | c7 alfiere del bianco · e7 pedone del nero · f7 alfiere del bianco · d6 cavallo del bianco · g6 torre del bianco · e5 re del nero · d4 pedone del nero · f4 pedone del nero · d2 re del bianco | c7 alfiere del bianco · e7 pedone del nero · f7 alfiere del bianco · d6 cavallo del bianco · g6 torre del bianco · e5 re del nero · d4 pedone del nero · f4 pedone del nero · d2 re del bianco | c7 alfiere del bianco · e7 pedone del nero · f7 alfiere del bianco · d6 cavallo del bianco · g6 torre del bianco · e5 re del nero · d4 pedone del nero · f4 pedone del nero · d2 re del bianco | c7 alfiere del bianco · e7 pedone del nero · f7 alfiere del bianco · d6 cavallo del bianco · g6 torre del bianco · e5 re del nero · d4 pedone del nero · f4 pedone del nero · d2 re del bianco | 7 |
| 6 | c7 alfiere del bianco · e7 pedone del nero · f7 alfiere del bianco · d6 cavallo del bianco · g6 torre del bianco · e5 re del nero · d4 pedone del nero · f4 pedone del nero · d2 re del bianco | c7 alfiere del bianco · e7 pedone del nero · f7 alfiere del bianco · d6 cavallo del bianco · g6 torre del bianco · e5 re del nero · d4 pedone del nero · f4 pedone del nero · d2 re del bianco | c7 alfiere del bianco · e7 pedone del nero · f7 alfiere del bianco · d6 cavallo del bianco · g6 torre del bianco · e5 re del nero · d4 pedone del nero · f4 pedone del nero · d2 re del bianco | c7 alfiere del bianco · e7 pedone del nero · f7 alfiere del bianco · d6 cavallo del bianco · g6 torre del bianco · e5 re del nero · d4 pedone del nero · f4 pedone del nero · d2 re del bianco | c7 alfiere del bianco · e7 pedone del nero · f7 alfiere del bianco · d6 cavallo del bianco · g6 torre del bianco · e5 re del nero · d4 pedone del nero · f4 pedone del nero · d2 re del bianco | c7 alfiere del bianco · e7 pedone del nero · f7 alfiere del bianco · d6 cavallo del bianco · g6 torre del bianco · e5 re del nero · d4 pedone del nero · f4 pedone del nero · d2 re del bianco | c7 alfiere del bianco · e7 pedone del nero · f7 alfiere del bianco · d6 cavallo del bianco · g6 torre del bianco · e5 re del nero · d4 pedone del nero · f4 pedone del nero · d2 re del bianco | c7 alfiere del bianco · e7 pedone del nero · f7 alfiere del bianco · d6 cavallo del bianco · g6 torre del bianco · e5 re del nero · d4 pedone del nero · f4 pedone del nero · d2 re del bianco | 6 |
| 5 | c7 alfiere del bianco · e7 pedone del nero · f7 alfiere del bianco · d6 cavallo del bianco · g6 torre del bianco · e5 re del nero · d4 pedone del nero · f4 pedone del nero · d2 re del bianco | c7 alfiere del bianco · e7 pedone del nero · f7 alfiere del bianco · d6 cavallo del bianco · g6 torre del bianco · e5 re del nero · d4 pedone del nero · f4 pedone del nero · d2 re del bianco | c7 alfiere del bianco · e7 pedone del nero · f7 alfiere del bianco · d6 cavallo del bianco · g6 torre del bianco · e5 re del nero · d4 pedone del nero · f4 pedone del nero · d2 re del bianco | c7 alfiere del bianco · e7 pedone del nero · f7 alfiere del bianco · d6 cavallo del bianco · g6 torre del bianco · e5 re del nero · d4 pedone del nero · f4 pedone del nero · d2 re del bianco | c7 alfiere del bianco · e7 pedone del nero · f7 alfiere del bianco · d6 cavallo del bianco · g6 torre del bianco · e5 re del nero · d4 pedone del nero · f4 pedone del nero · d2 re del bianco | c7 alfiere del bianco · e7 pedone del nero · f7 alfiere del bianco · d6 cavallo del bianco · g6 torre del bianco · e5 re del nero · d4 pedone del nero · f4 pedone del nero · d2 re del bianco | c7 alfiere del bianco · e7 pedone del nero · f7 alfiere del bianco · d6 cavallo del bianco · g6 torre del bianco · e5 re del nero · d4 pedone del nero · f4 pedone del nero · d2 re del bianco | c7 alfiere del bianco · e7 pedone del nero · f7 alfiere del bianco · d6 cavallo del bianco · g6 torre del bianco · e5 re del nero · d4 pedone del nero · f4 pedone del nero · d2 re del bianco | 5 |
| 4 | c7 alfiere del bianco · e7 pedone del nero · f7 alfiere del bianco · d6 cavallo del bianco · g6 torre del bianco · e5 re del nero · d4 pedone del nero · f4 pedone del nero · d2 re del bianco | c7 alfiere del bianco · e7 pedone del nero · f7 alfiere del bianco · d6 cavallo del bianco · g6 torre del bianco · e5 re del nero · d4 pedone del nero · f4 pedone del nero · d2 re del bianco | c7 alfiere del bianco · e7 pedone del nero · f7 alfiere del bianco · d6 cavallo del bianco · g6 torre del bianco · e5 re del nero · d4 pedone del nero · f4 pedone del nero · d2 re del bianco | c7 alfiere del bianco · e7 pedone del nero · f7 alfiere del bianco · d6 cavallo del bianco · g6 torre del bianco · e5 re del nero · d4 pedone del nero · f4 pedone del nero · d2 re del bianco | c7 alfiere del bianco · e7 pedone del nero · f7 alfiere del bianco · d6 cavallo del bianco · g6 torre del bianco · e5 re del nero · d4 pedone del nero · f4 pedone del nero · d2 re del bianco | c7 alfiere del bianco · e7 pedone del nero · f7 alfiere del bianco · d6 cavallo del bianco · g6 torre del bianco · e5 re del nero · d4 pedone del nero · f4 pedone del nero · d2 re del bianco | c7 alfiere del bianco · e7 pedone del nero · f7 alfiere del bianco · d6 cavallo del bianco · g6 torre del bianco · e5 re del nero · d4 pedone del nero · f4 pedone del nero · d2 re del bianco | c7 alfiere del bianco · e7 pedone del nero · f7 alfiere del bianco · d6 cavallo del bianco · g6 torre del bianco · e5 re del nero · d4 pedone del nero · f4 pedone del nero · d2 re del bianco | 4 |
| 3 | c7 alfiere del bianco · e7 pedone del nero · f7 alfiere del bianco · d6 cavallo del bianco · g6 torre del bianco · e5 re del nero · d4 pedone del nero · f4 pedone del nero · d2 re del bianco | c7 alfiere del bianco · e7 pedone del nero · f7 alfiere del bianco · d6 cavallo del bianco · g6 torre del bianco · e5 re del nero · d4 pedone del nero · f4 pedone del nero · d2 re del bianco | c7 alfiere del bianco · e7 pedone del nero · f7 alfiere del bianco · d6 cavallo del bianco · g6 torre del bianco · e5 re del nero · d4 pedone del nero · f4 pedone del nero · d2 re del bianco | c7 alfiere del bianco · e7 pedone del nero · f7 alfiere del bianco · d6 cavallo del bianco · g6 torre del bianco · e5 re del nero · d4 pedone del nero · f4 pedone del nero · d2 re del bianco | c7 alfiere del bianco · e7 pedone del nero · f7 alfiere del bianco · d6 cavallo del bianco · g6 torre del bianco · e5 re del nero · d4 pedone del nero · f4 pedone del nero · d2 re del bianco | c7 alfiere del bianco · e7 pedone del nero · f7 alfiere del bianco · d6 cavallo del bianco · g6 torre del bianco · e5 re del nero · d4 pedone del nero · f4 pedone del nero · d2 re del bianco | c7 alfiere del bianco · e7 pedone del nero · f7 alfiere del bianco · d6 cavallo del bianco · g6 torre del bianco · e5 re del nero · d4 pedone del nero · f4 pedone del nero · d2 re del bianco | c7 alfiere del bianco · e7 pedone del nero · f7 alfiere del bianco · d6 cavallo del bianco · g6 torre del bianco · e5 re del nero · d4 pedone del nero · f4 pedone del nero · d2 re del bianco | 3 |
| 2 | c7 alfiere del bianco · e7 pedone del nero · f7 alfiere del bianco · d6 cavallo del bianco · g6 torre del bianco · e5 re del nero · d4 pedone del nero · f4 pedone del nero · d2 re del bianco | c7 alfiere del bianco · e7 pedone del nero · f7 alfiere del bianco · d6 cavallo del bianco · g6 torre del bianco · e5 re del nero · d4 pedone del nero · f4 pedone del nero · d2 re del bianco | c7 alfiere del bianco · e7 pedone del nero · f7 alfiere del bianco · d6 cavallo del bianco · g6 torre del bianco · e5 re del nero · d4 pedone del nero · f4 pedone del nero · d2 re del bianco | c7 alfiere del bianco · e7 pedone del nero · f7 alfiere del bianco · d6 cavallo del bianco · g6 torre del bianco · e5 re del nero · d4 pedone del nero · f4 pedone del nero · d2 re del bianco | c7 alfiere del bianco · e7 pedone del nero · f7 alfiere del bianco · d6 cavallo del bianco · g6 torre del bianco · e5 re del nero · d4 pedone del nero · f4 pedone del nero · d2 re del bianco | c7 alfiere del bianco · e7 pedone del nero · f7 alfiere del bianco · d6 cavallo del bianco · g6 torre del bianco · e5 re del nero · d4 pedone del nero · f4 pedone del nero · d2 re del bianco | c7 alfiere del bianco · e7 pedone del nero · f7 alfiere del bianco · d6 cavallo del bianco · g6 torre del bianco · e5 re del nero · d4 pedone del nero · f4 pedone del nero · d2 re del bianco | c7 alfiere del bianco · e7 pedone del nero · f7 alfiere del bianco · d6 cavallo del bianco · g6 torre del bianco · e5 re del nero · d4 pedone del nero · f4 pedone del nero · d2 re del bianco | 2 |
| 1 | c7 alfiere del bianco · e7 pedone del nero · f7 alfiere del bianco · d6 cavallo del bianco · g6 torre del bianco · e5 re del nero · d4 pedone del nero · f4 pedone del nero · d2 re del bianco | c7 alfiere del bianco · e7 pedone del nero · f7 alfiere del bianco · d6 cavallo del bianco · g6 torre del bianco · e5 re del nero · d4 pedone del nero · f4 pedone del nero · d2 re del bianco | c7 alfiere del bianco · e7 pedone del nero · f7 alfiere del bianco · d6 cavallo del bianco · g6 torre del bianco · e5 re del nero · d4 pedone del nero · f4 pedone del nero · d2 re del bianco | c7 alfiere del bianco · e7 pedone del nero · f7 alfiere del bianco · d6 cavallo del bianco · g6 torre del bianco · e5 re del nero · d4 pedone del nero · f4 pedone del nero · d2 re del bianco | c7 alfiere del bianco · e7 pedone del nero · f7 alfiere del bianco · d6 cavallo del bianco · g6 torre del bianco · e5 re del nero · d4 pedone del nero · f4 pedone del nero · d2 re del bianco | c7 alfiere del bianco · e7 pedone del nero · f7 alfiere del bianco · d6 cavallo del bianco · g6 torre del bianco · e5 re del nero · d4 pedone del nero · f4 pedone del nero · d2 re del bianco | c7 alfiere del bianco · e7 pedone del nero · f7 alfiere del bianco · d6 cavallo del bianco · g6 torre del bianco · e5 re del nero · d4 pedone del nero · f4 pedone del nero · d2 re del bianco | c7 alfiere del bianco · e7 pedone del nero · f7 alfiere del bianco · d6 cavallo del bianco · g6 torre del bianco · e5 re del nero · d4 pedone del nero · f4 pedone del nero · d2 re del bianco | 1 |
|   | a | b | c | d | e | f | g | h |   |